# Ozolles
Ozolles est une commune française située dans le département de Saône-et-Loire, en région Bourgogne-Franche-Comté.

## Géographie
Paysages de coteaux verdoyants et boisés, étangs, sources, ruisselets. Le bourg est niché au creux du vallon de la rivière Ozolette, qui traverse toute la commune. Cette dernière prend sa source sur la commune de Montmelard à l'étang de Milliade et se jette dans l'Arconce en aval du hameau d'Ouze (nom à rapprocher d'Ozolles) à Montessus (commune de Changy). Point culminant : les Bois Dieux, altitude 519 m.

### Climat
Pour des articles plus généraux, voir Climat de la Bourgogne-Franche-Comté et Climat de Saône-et-Loire.
En 2010, le climat de la commune est de type climat océanique dégradé des plaines du Centre et du Nord, selon une étude du Centre national de la recherche scientifique s'appuyant sur une série de données couvrant la période 1971-2000. En 2020, Météo-France publie une typologie des climats de la France métropolitaine dans laquelle la commune est dans une zone de transition entre le climat océanique altéré et le climat de montagne ou de marges de montagne et est dans la région climatique Centre et contreforts nord du Massif Central, caractérisée par un air sec en été et un bon ensoleillement.
Pour la période 1971-2000, la température annuelle moyenne est de 10,4 °C, avec une amplitude thermique annuelle de 17,1 °C. Le cumul annuel moyen de précipitations est de 933 mm, avec 12,6 jours de précipitations en janvier et 7,9 jours en juillet. Pour la période 1991-2020, la température moyenne annuelle observée sur la station météorologique de Météo-France la plus proche, « Beaubery », sur la commune de Beaubery à 4 km à vol d'oiseau, est de 10,9 °C et le cumul annuel moyen de précipitations est de 1 020,3 mm. 
La température maximale relevée sur cette station est de 39,4 °C, atteinte le 31 juillet 2020 ; la température minimale est de −18 °C, atteinte le 12 janvier 1987,,.
Les paramètres climatiques de la commune ont été estimés pour le milieu du siècle (2041-2070) selon différents scénarios d'émission de gaz à effet de serre à partir des nouvelles projections climatiques de référence DRIAS-2020. Ils sont consultables sur un site dédié publié par Météo-France en novembre 2022.

## Urbanisme

### Typologie
Au 1er janvier 2024, Ozolles est catégorisée commune rurale à habitat très dispersé, selon la nouvelle grille communale de densité à sept niveaux définie par l'Insee en 2022.
Elle est située hors unité urbaine. Par ailleurs la commune fait partie de l'aire d'attraction de Charolles, dont elle est une commune de la couronne,. Cette aire, qui regroupe 12 communes, est catégorisée dans les aires de moins de 50 000 habitants,.

### Occupation des sols
L'occupation des sols de la commune, telle qu'elle ressort de la base de données européenne d’occupation biophysique des sols Corine Land Cover (CLC), est marquée par l'importance des territoires agricoles (76,1 % en 2018), une proportion identique à celle de 1990 (76,1 %). La répartition détaillée en 2018 est la suivante : prairies (46 %), forêts (23,9 %), zones agricoles hétérogènes (22,3 %), terres arables (7,9 %). L'évolution de l’occupation des sols de la commune et de ses infrastructures peut être observée sur les différentes représentations cartographiques du territoire : la carte de Cassini (XVIIIe siècle), la carte d'état-major (1820-1866) et les cartes ou photos aériennes de l'IGN pour la période actuelle (1950 à aujourd'hui).

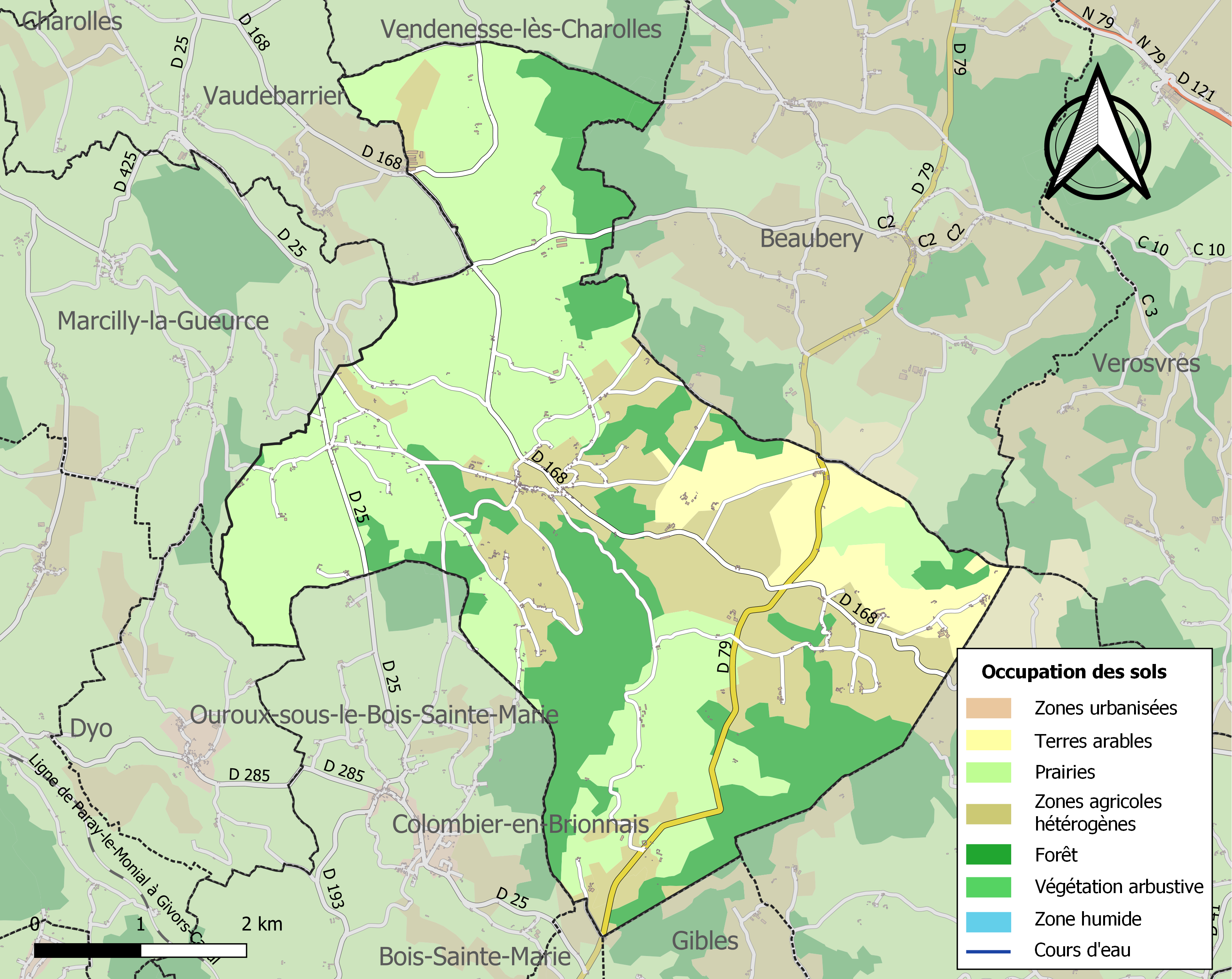
Carte des infrastructures et de l'occupation des sols de la commune en 2018 (CLC).

## Histoire
Le bourg d'Ozolles se situait anciennement au nord de l'Ozolette, autour de l'église Saint-Martin. Une deuxième paroisse, Saint-Jean-Baptiste au sud de l'Ozolette, supplanta la première et Saint-Martin devint un hameau.
Ozolles était appelé Olsola ou Oulsole au XIe siècle, puis Elzolis ou Ulsola au siècle suivant. Le nom Ozo(l)les semble s'être figé au XIIIe siècle d'après le dictionnaire topographique de la France. De même, les noms des hameaux de Cloudeau, Verquilleux, Crary et Les Cusses viennent de Clou d'Aigues (closum aquae), Verculley, Acriri et Escussy (mot d'origine préceltique cukk : hauteur arrondie).
Jusqu'à la Révolution française, le curé était seigneur du clocher de la paroisse.
Les registres d'état civil de la commune indiquent de 1863 à 1893 les maires suivants : Jean Guilhemin, Pierre Thévenet, Henri de Béost et Vital des Tournelles.

## Politique et administration
| Période                                  | Période   | Identité            | Étiquette | Qualité |
| ---------------------------------------- | --------- | ------------------- | --------- | ------- |
| mars 1989                                | 2003      | Maurice Lathuilière |           |         |
| 2003                                     | mars 2008 | Raymonde Tagand     |           |         |
| mars 2008                                | mars 2014 | Jocelyne Gelin      |           |         |
| mars 2014                                | en cours  | Gérard Lallement    |           |         |
| Les données manquantes sont à compléter. |           |                     |           |         |

## Démographie
L'évolution du nombre d'habitants est connue à travers les recensements de la population effectués dans la commune depuis 1793. Pour les communes de moins de 10 000 habitants, une enquête de recensement portant sur toute la population est réalisée tous les cinq ans, les populations de référence des années intermédiaires étant quant à elles estimées par interpolation ou extrapolation. Pour la commune, le premier recensement exhaustif entrant dans le cadre du nouveau dispositif a été réalisé en 2004.

En 2022, la commune comptait 371 habitants, en évolution de −13,92 % par rapport à 2016 (Saône-et-Loire : −1,06 %, France hors Mayotte : +2,11 %).
| 1793  | 1800 | 1806  | 1821  | 1831  | 1836  | 1841  | 1846  | 1851  |
| ----- | ---- | ----- | ----- | ----- | ----- | ----- | ----- | ----- |
| 1 158 | 911  | 1 144 | 1 149 | 1 203 | 1 050 | 1 002 | 1 114 | 1 207 |

| 1856  | 1861  | 1866  | 1872  | 1876  | 1881  | 1886  | 1891  | 1896  |
| ----- | ----- | ----- | ----- | ----- | ----- | ----- | ----- | ----- |
| 1 243 | 1 206 | 1 158 | 1 120 | 1 128 | 1 047 | 1 103 | 1 109 | 1 074 |

| 1901  | 1906  | 1911 | 1921 | 1926 | 1931 | 1936 | 1946 | 1954 |
| ----- | ----- | ---- | ---- | ---- | ---- | ---- | ---- | ---- |
| 1 058 | 1 035 | 992  | 824  | 816  | 814  | 782  | 758  | 700  |

| 1962 | 1968 | 1975 | 1982 | 1990 | 1999 | 2004 | 2006 | 2009 |
| ---- | ---- | ---- | ---- | ---- | ---- | ---- | ---- | ---- |
| 660  | 583  | 540  | 527  | 502  | 483  | 447  | 441  | 434  |

| 2014 | 2019 | 2022 | - | - | - | - | - | - |
| ---- | ---- | ---- | - | - | - | - | - | - |
| 428  | 391  | 371  | - | - | - | - | - | - |

## Culture locale et patrimoine

### Lieux et monuments
Plusieurs monuments sont situés à Ozolles, il y a notamment :
- le château de Rambuteau, restauré au début du XIXe siècle par Claude-Philibert Barthelot, comte de Rambuteau, situé à l'emplacement d'un édifice de 1777 lui-même bâti sur un édifice du XVIe siècle (dont il ne subsiste qu'une tour et une chapelle) ;
- le château de Crary ;
- le château de Beauregard ;
- la statue de Notre-Dame de Comberoche ;
- le calvaire du Grand Étang de Rambuteau ;
- le monument du bataillon du Charollais - 1870 ;
- la fontaine et chapelle de dévotion à sainte Barbe au hameau de Pomey ;
- les affleurements granitiques de Cloudeau.

### Personnalités liées à la commune
Parmi les personnalités attachées à l'histoire d'Ozolles figure :
- Paul Gateaud, né à Ozolles en 1889, résistant qui fut exécuté le 9 juin 1944 en Isère, à Communay (un timbre postal a été émis le 24 avril 1961 à sa mémoire, et l'oblitération « premier jour » fut délivrée dans la commune d'Ozolles le 22).

## Pour approfondir